# Unión Democrática Croata
La Unión Democrática Croata (en croata: Hrvatska demokratska zajednica o HDZ) es un partido político conservador y el principal partido político de centroderecha y derecha en Croacia. El partido gobernó ininterrumpidamente Croacia desde 1990 y después de que el país se independizó de Yugoslavia en 1991, hasta 2000 y, en coalición con socios menores, de 2003 a 2011, y desde 2016. El partido es miembro del Partido Popular Europeo (PPE). El líder de HDZ, Andrej Plenković, es el actual primer ministro de Croacia, que asumió el cargo después de las elecciones parlamentarias de 2016, reelegido al cargo luego de que este partido obtuviera la victoria en las elecciones parlamentarias de 2020.

## Historia

### Orígenes
El partido se fundó el 17 de junio de 1989 por disidentes nacionalistas croatas encabezados por Franjo Tuđman. Cuando el partido se fundó, el sistema multipartidista en Croacia, todavía integrada en Yugoslavia se encontraba en una fase embrionaria y las manifestaciones de nacionalismo croata eran mal vistas.
El mismo se fundó de manera cuasi conspirativa y sus primeras oficinas se encontraban en una choza de Zagreb. Debido a esto, con orgullo los fundadores se llaman a sí mismos barakaši que en croata quiere decir "barraca".
A pesar de esto, el partido rápidamente se benefició de la relajación del control comunista. Tudjman y otros funcionarios del partido viajaron al extranjero y reunieron grandes contribuciones financieras de los expatriados croatas con esta reflejado en una plataforma más nacionalista.
En vísperas de las elecciones de 1990, el gobernante Partido Comunista vio esas tendencias dentro de la HDZ como una oportunidad para permanecer en el poder. El sistema de votación fue adaptada a favor los dos partidos más fuertes y se suponía que los votantes croatas escogerían a los comunistas para seguir en el poder, renombrados como el Partido Social Demócrata de Croacia (SDP), como un mal menor que la HDZ, que fue descrito como "el partido de peligrosas intenciones". Las elecciones demostraron ser un error de cálculo, porque la abrumadora mayoría del pueblo croata que realidad votaron en las elecciones vio el patriotismo de la HDZ, no sólo como la forma de deshacerse del comunismo y de Yugoslavia, sino también como la respuesta adecuada a lo que vieron como "nacionalismo serbio", consagrado en Slobodan Milošević. El HDZ obtuvo una mayoría en el Parlamento croata y el país se convirtió en uno de los pocos países de Europa Oriental, donde el partido único comunista dejó el poder a la oposición. El 30 de mayo de 1990 - el día en que la HDZ formalmente tomó el poder - más tarde se celebra como el Día del Estado, con un día festivo, en Croacia.

### 1990-2000

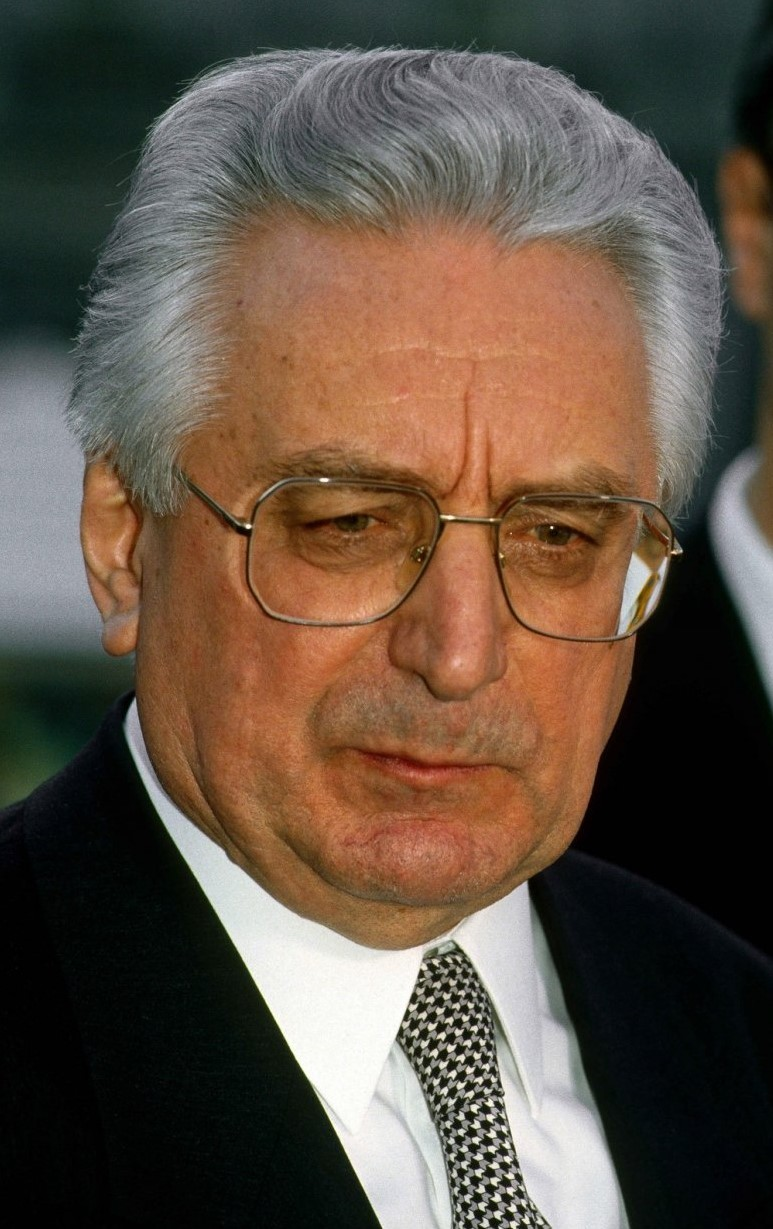
Franjo Tuđman fundador del HDZ y primer presidente de la Croacia independiente.

Las elecciones en 1992 y Tudjman, que se mantendría como indiscutible líder del partido hasta su muerte en 1999. La parte que gobernó Croacia durante la década de 1990 y bajo su liderazgo, se convirtió en independiente de Croacia (1991), fue internacionalmente reconocido (1992), y consolidado la totalidad de sus territorios antes de la guerra (de 1998). Durante ese período, el HDZ confirmó su poder en 1992 y en 1995 en las elecciones parlamentarias.
Como propugna enérgicamente la independencia de Croacia, la HDZ es bastante impopular entre la minoría serbia que se opone en gran medida a la independencia de Croacia prefiriendo ver a Croacia dentro de la República Federativa Socialista de Yugoslavia. Este fue uno de los factores que contribuyen a la creación de la República de la Krajina Serbia y la subsiguiente conflicto armado en la vecina Bosnia-Herzegovina. El papel de la HDZ en esos eventos es materia de controversia, incluso en Croacia, donde algunos tienden a considerar la política HDZ en las primeras etapas del conflicto como extremistas y un factor que contribuye a la escalada de la violencia, mientras que otros ven como la HDZ aplacó Serbia y el Ejército Popular Yugoslavo, y por lo tanto, responsable de Croacia no se está debidamente preparado para la defensa. Cabe señalar que las políticas de Tudjman y el HDZ cambiado en función de las circunstancias y que el más polémico entre ellos.

### Transición al capitalismo
La HDZ también llevó al país a través de los procesos de transición política y económica del comunismo al capitalismo. En particular, los gobiernos HDZ aplicado la privatización en el país, de manera que los críticos consideran óptimo.
El objetivo de la subóptima proceso, tal como declaró públicamente por Franjo Tuđman, era crear un núcleo de 200 familias croatas que permitiría la obtención de la mayoría de la riqueza de Croacia. El plan, como era de esperar, fracasó miserablemente en su economía, pero resultó una buena distracción de hacer frente a los equipajes de las posteriores a la Segunda Guerra Mundial comunista nacionalizaciones. De hecho, fue la HDZ en 1992, que convirtió en ley el derecho de las empresas (la gran mayoría de los cuales eran propiedad del Estado) por último el derecho a registrar oficialmente a sí mismos como los propietarios de bienes nacionalizados por lo tanto, completar el proceso de nacionalización iniciado por los comunistas régimen después de la Segunda Guerra Mundial.
Muchos magnates surgido en un modelo de estado patrocinado por la intermediación de préstamos con HDZ influencia, con el fin de disolver el estado de la propiedad y la rendición de cuentas al público de la financiación de la campaña por parte de las empresas privatizadas de esta manera. Este modelo fue abusado, no solo por la HDZ, pero también por otros partidos políticos en Croacia, aunque su participación en el proceso de privatización fue apenas significativo.
No todos los bienes nacionalizados se trataron de esta manera. La propiedad de los que podrían presionar al HDZ o había una influencia sustancial en la política croata fue devuelto sin mucha demora. Estos incluyen los bienes nacionalizados de la Iglesia Católica o las personas ampliamente conocidas como el Sr. Gavrilović, propietario de una importante fábrica productora de carne en Petrinja sur de Zagreb.
En cuanto a la ideología, el HDZ líderes en la primera se describe como de su partido derechista, y Tudjman declaró que se inspiró en thatcherismo. Más tarde, la parte que se describe a sí mismo como de centro-derecha y el demócrata cristiano. Sin embargo, la única ideología oficial era la reconciliación nacional - idea de que los descendientes de croatas y partisanos Ustashas deben arreglar las diferencias entre sus antepasados y trabajar juntos con el fin de crear un Estado moderno, independiente y democrático de Croacia. En la práctica, esta política se la poderosa defensa Gojko Susak ministro, jefe de la facción dura HDZ, ganar el favor Tudjman. Stjepan Mesić y Josip Manolić, Tudjman asociados frente a esas tendencias, a la izquierda del partido en 1994 y formaron el croata Demócratas Independientes. Estas tendencias se han rebajado tras el final de la guerra y de la HDZ, interesados en los aspectos más mundanos de la política, se convirtió en un partido conservador principalmente sociales.
El fin de la guerra y la reintegración del territorio de Croacia también croata de conmutación de la atención de la gente de la independencia y las relaciones exteriores de la cuestiones más mundanas de la economía y el nivel de vida. En el decenio de 1990 coincidió con este Tudjman la enfermedad, que provocó la sucesión de amargas luchas entre distintas facciones dentro de la Unión Democrática Croata. Estas facciones lucharon utilizando los medios de comunicación y de amistad con fugas comprometer información sobre opositores shadier papel en los aspectos de la privatización. Esto, así como Tudjman del mal manejo de la crisis de Zagreb, hizo mucho para socavar la popularidad HDZ.

### HDZ después de la muerte de Tudjman
Todo esto, junto con la muerte de Tudjman en diciembre de 1999, tuvo un impacto en las elecciones parlamentarias de 2000. A pesar de que la HDZ se mantuvo en mayor parte, fue completamente derrotado por una coalición de centro-izquierda de seis partidos de la oposición y muchos vieron gran participación en referéndum en contra de la HDZ, al igual que las elecciones de 1990 había sido visto como el comunismo y el referéndum sobre Yugoslavia. Esta impresión fue subrayada en la elección presidencial de 2000, cuando el candidato HDZ Mate Granić, muy favorecido para ganar, terminó 3 º y no logró entrar en la segunda vuelta que al final ganó por Stipe Mesic.
En el período comprendido entre 2000 y 2003, varios hombres de negocios que se convirtieron en magnates en virtud de la norma inicial HDZ fueron juzgados y condenados por supuestos abusos, aunque en general el proceso de privatización ejecutado por la HDZ se mantuvo inalterada.
Este período ha demostrado ser un punto bajo para la HDZ y muchos pensaron que el partido ya no se podía recuperar. Mate Granić con Vesna Skåre Ožbolt dejaron el partido para formar el Centro Democrático (DC) partido de centro-derecha.
El HDZ comenzó a recuperarse cuando el Tribunal Penal Internacional comenzó a perseguir los comandantes del ejército croata, creando así mayor reacción entre la población croata. El descontento popular se manifiesta en concentraciones masivas. Aunque el nuevo líder y el HDZ Ivo Sanader participaron en esos acontecimientos y apoyó las protestas, que poco a poco empezó a distanciarse de la retórica más extremas, como ser moderados. Esta tendencia continuó con Partido Social Liberal Croata cambiando la derecha, haciendo de la HDZ Sanader parecen centrista en comparación. Este proceso finalizó en 2002, cuando Ivić Pašalić, líder de la HDZ y dura a los que se asocia con los peores excesos de la era de Tudjman, Sanader impugnado por parte de liderazgo, acusándolo de traicionar el legado nacionalista de Tudjman. Al principio parecía que perdería Sanader, pero con la ayuda de Branimir Glavaš y el apoyo tácito de los sectores liberales de la opinión pública croata, ganó en la fiesta de convención. Pašalić luego a la izquierda la HDZ de Croacia para formar parte del bloque.
Esto permitió Sanader presentar la HDZ como "reformado" Parte, depurado de los aspectos más controvertidos de la Tudjman legado, y para convencer a la opinión pública de que el retorno de la HDZ al poder no poner en peligro las normas democráticas en Croacia. Como tal, la HDZ comenzó a ser percibida como creíble una alternativa democrática al gobierno de Ivica Racan y, a continuación, plagado por la indecisión, la ineficiencia, la corrupción y las luchas entre facciones.

### Primer gobierno de Sanader 2003-2008

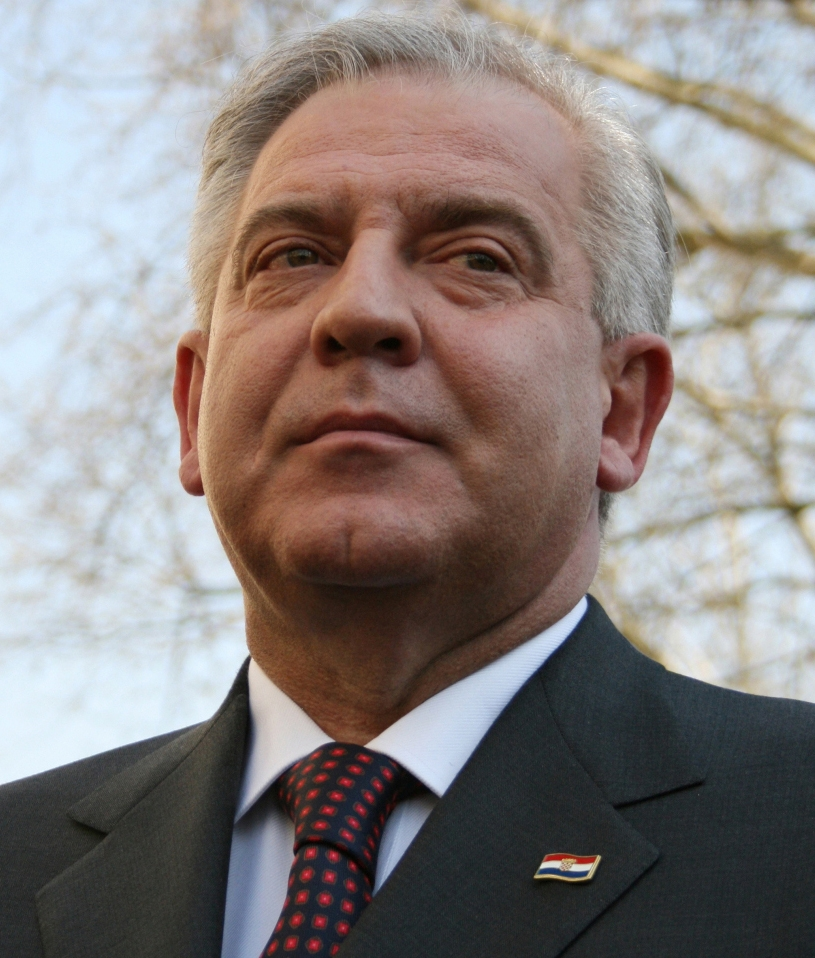
Ivo Sanader presidente del HDZ y Primer ministro desde el 2000 hasta el 2009.

En las elecciones de noviembre de 2003, el partido obtuvo el 33,9% del voto popular y 66 de los 151 escaños. Aunque no llegó a obtener una clara mayoría en el Parlamento, incluso con la ayuda de sus aliados y el HSLS-DC, se formó el gobierno de izquierda Partido Serbio Democrático Independiente y el Partido Croata de Pensionistas.
Con tan amplio y diverso mandato, el gobierno encabezado por Sanader enérgicamente las políticas que ascendió a la aplicación de los criterios básicos de adhesión a la Unión Europea, como el regreso de los refugiados a sus hogares, la reconstrucción de viviendas dañadas en la guerra, la mejora de las minorías derechos mediante la inclusión de representantes de las minorías en el gobierno, en cooperación con el TPIY, y seguir consolidando la economía croata. A pesar de ello la Unión Europea Consejo de Ministros aplazó el inicio de Croacia de las negociaciones de adhesión con el sindicato en razón de su no-cooperación con el Tribunal de La Haya sobre el caso del general Ante Gotovina acusados.
Este retroceso traído un aumento de opiniones entre los euroescépticos la población croata, lo cual también afectó el apoyo a la HDZ. Desde la adhesión a la UE es parte clave de la Sanader reformista supuesto, a la oposición dentro y fuera de Sanader HDZ está en aumento. Esta oposición se manifiesta en las elecciones locales de 2005 y la deserción de Glavaš, que no sólo impugnó con éxito la autoridad Sanader, sino también logró nominalmente privar a Sanader de su mayoría parlamentaria.

### Segundo gobierno de Sanader 2008-2009
A pesar de esta derrota, el primer gobierno liderado por Sanader pudo sobrevivir hasta el final de la legislatura. Las posteriores elecciones de noviembre de 2007 vieron a la HDZ presionada tanto por la coalición de izquierda liderada por SDP como por la extrema derecha, el Partido Croata de Derechos y la Asamblea Croata Democrática de Eslavonia y Baranja.
Durante la campaña electoral, una reacción vigorosa ya veces despiadada del partido y del propio Sanader, junto con algunos errores del SDP, convencieron a parte del electorado de extrema derecha de apoyar al HDZ para evitar lo que percibieron que los herederos del comunismo volvieran al poder. El partido obtuvo la mayoría de los escaños y los votos en las elecciones, y la primera sesión del parlamento recién elegido se convocó para el 11 de enero de 2008. Sin embargo, el SDP se negó repetidamente a reconocer la derrota, alegando que tenían la mayoría de los votos de los votantes del exterior. El HDZ obtuvo el apoyo de la "coalición verde amarilla" (HSS-HSLS) y de la HSU y representantes de minorías nacionales, por lo que se formó un segundo gobierno, todavía dirigido por Ivo Sanader.
Aunque ese gobierno tenía una mayoría mayor que la anterior, su existencia seguía siendo problemática, debido al empeoramiento de la situación económica previamente buena y al cansancio de la opinión pública croata sobre lo que se consideraba una regla HDZ excesivamente larga. Otro inconveniente importante fue el bloqueo de Eslovenia de varios capítulos de los términos de adhesión de Croacia a la UE, hasta que se resolvieron las disputas fronterizas entre los dos países. Aunque esto finalmente condujo a una suspensión indefinida de las negociaciones de adhesión a la UE, y dinamito la popularidad del gobierno. En este caso, como era de esperar, teniendo en cuenta el patriotismo acérrimo de Croacia y la autoconciencia nacional, todas las partes y casi todos los ciudadanos croatas eran absolutamente inflexibles a la hora de rechazar a toda costa las concesiones sobre asuntos de interés nacional.
En las elecciones locales en mayo de 2009, la HDZ, en contra de todas las expectativas, logró crecer nuevamente, adelantándose al SDP. Sin embargo, el apoyo del HDZ se debilitó en las ciudades más grandes.
El 1 de julio de 2009, Ivo Sanader anunció abruptamente su renuncia a la política y nombró a Jadranka Kosor como su sucesora. Fue confirmada como la nueva líder del partido el 4 de julio, y fue designada por el presidente Stjepan Mesić como la primera ministra. Dos días después, el Sabor confirmó a Kosor como la nueva primera ministra, la primera mujer en ocupar el puesto.
En el mismo discurso de renuncia, Sanader también nombró a Andrija Hebrang, que había ocupado los cargos de ministro de Defensa y ministro de Salud, como candidato de HDZ para las próximas elecciones presidenciales, reduciendo así cualquier conflicto para ese puesto.

### Gobierno de Jadranka Kosor

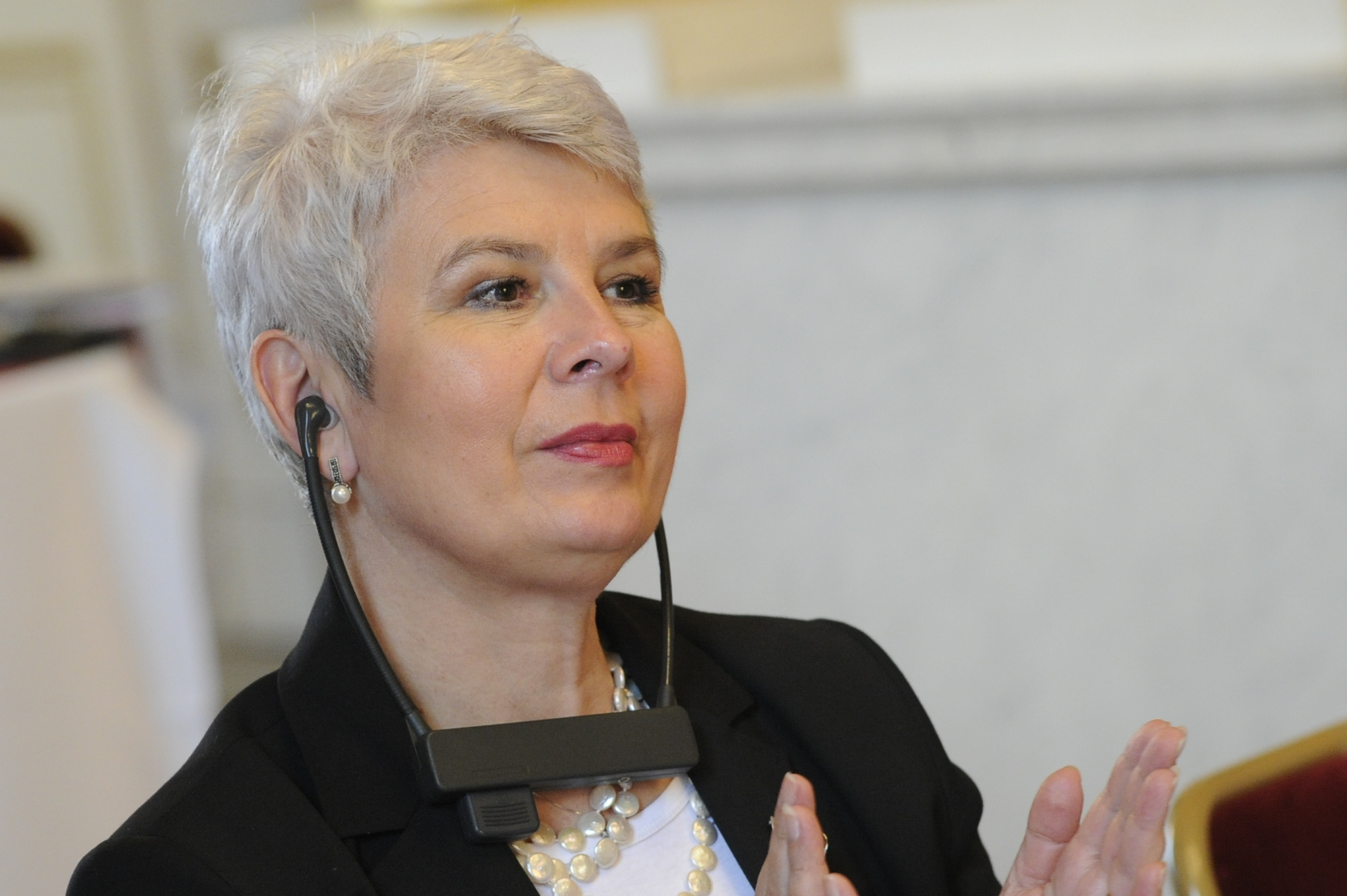
Jadranka Kosor presidenta del partido desde 2009 hasta 2012.

El HDZ se encontró con malas posibilidades según las encuestas y una gran tarea de limpieza que aún estaba en marcha cuando Sanader se fue. Los funcionarios utilizaron la convención de 2009 para elegir a Jadranka Kosor como presidenta del partido y procedieron a tomar varias medidas impopulares para enfrentar la crisis económica. Andrija Hebrang aceptó su designación como candidato presidencial solo a fines de julio, después de someterse a un examen médico exhaustivo.
El gobierno de Kosor mantuvo casi sin cambios las políticas de Sanader, pero la HDZ sufrió cierta confusión interna cuando los ministros Berislav Rončević y Damir Polančec abandonaron sus puestos tras denuncias de corrupción.
En las próximas elecciones presidenciales, Croacia estaba buscando al sucesor de Stjepan Mesić, que había ocupado el cargo durante diez años. Pero Hebrang finalizó tercero, sin alcanzar la segunda vuelta en la que el candidato del SDP Ivo Josipović derrotó abrumadoramente al exmiembro del SDP Milan Bandić.
Sin embargo, muchos croatas no estaban satisfechos con el gobierno y protestaron en las calles contra el gobierno del HDZ, exigiendo que se celebraran nuevas elecciones lo antes posible. La policía colocó un guardia en la Plaza de San Marcos para evitar el ingreso de civiles.
Desde el 26 de octubre de 2011, USKOK amplió su investigación sobre en la Unión Democrática Croata como entidad legal. Anteriormente, la investigación incluía solo a Ivo Sanader, los tesoreros Milan Barišić y Branka Pavošević, los secretarios generales Branko Vukelić e Ivan Jarnjak y el portavoz Ratko Maček. Jadranka Kosor, presidenta del partido, declaró que este es uno de los momentos más críticos de la Unión Democrática Croata. Al final de las investigaciones el HDZ se convirtió en el primer partido político en Croacia condenado por corrupción.

### En la oposición

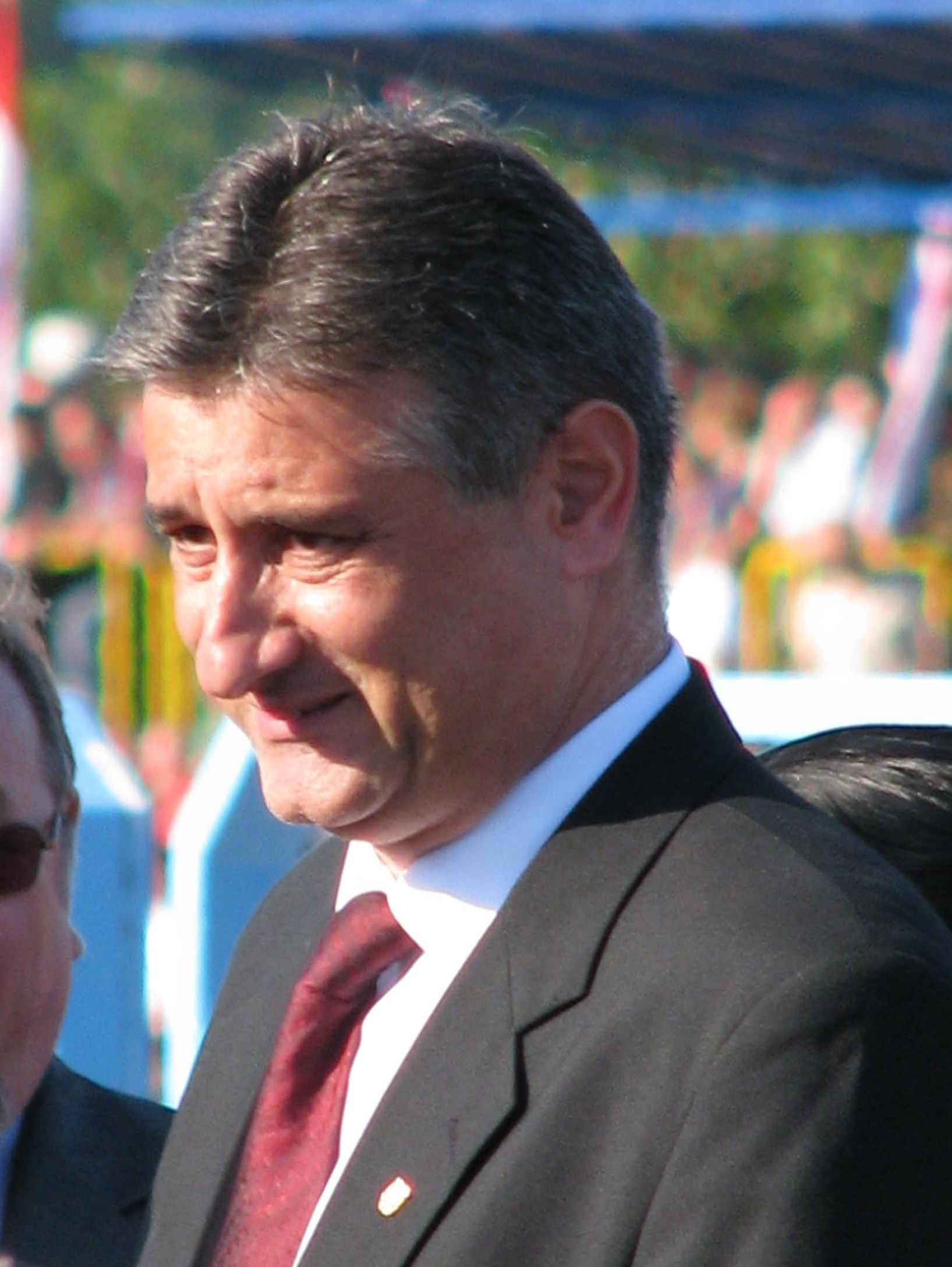
Tomislav Karamarko presidente de la HDZ entre 2012 y 2016, artesano del renacimiento nacionalista.

Con motivo de las elecciones de 2011, el HDZ se une con el Partido Cívico Croata (HGS) y el Centro Democrático (DC). La coalición que lidera Jadranka Kosor solo logró el 23% de los votos, 44 diputados , frente al 40% a la coalición dominada por el Partido Socialdemócrata de Croacia, que le da 81 escaños en total.
Seis meses después, se elige como presidente del partido al exministro del Interior Tomislav Karamarko. Bajo su presidencia, el HDZ se convierte en miembro pleno del Partido Popular Europeo (EPP). En su primera prueba electoral, las elecciones europeas de 2013, va en alianza con el Partido Croata por los Derechos-Ante Starčević (HSP-AS), una formación nacionalista de extrema derecha. Contra todo pronóstico, esta lista fue la primera con el 32,9% de los votos, o 6 de los 12 diputados al Parlamento Europeo, frente a la coalición de gobierno.
En el período previo a las elecciones presidenciales de 2014, el HDZ propuso a la exministra de Asuntos Exteriores Kolinda Grabar-Kitarović a enfrentarse con el presidente en funciones Ivo Josipović apoyado por el SDP. En primera vuelta, terminó en segundo lugar con el 37.21% de los votos, solo 22 200 votos atrás en el presidente en el cargo. En la segunda vuelta del 11 de enero, fue elegida Presidenta de la República por el 50.74% de los votos emitidos, por delante de Josipovic por 32 200 votos.

### 2015: alternancia imperfecta

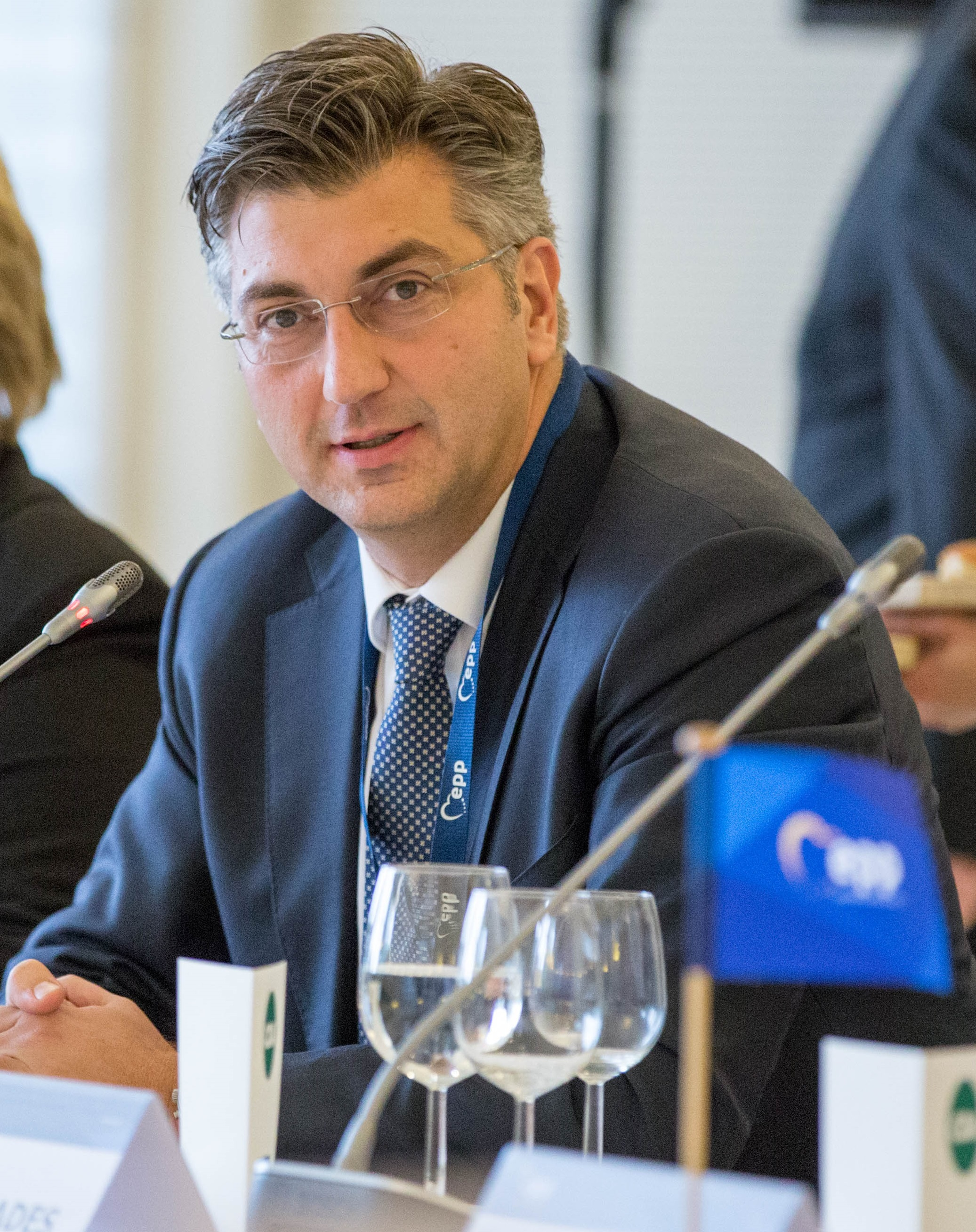
Andrej Plenković actual presidente del HDZ y primer ministro desde 2016.

El 21 de septiembre de 2015, Karamarko anunció la creación de la "Coalición Patriótica" (DK) que une al HDZ, al HSP-AS, el Partido Campesino Croata (HSS) y el Partido Social Liberal Croata (HSLS) y otros partidos. En las elecciones de 2015, la DK obtuvo el 33,4% de los votos y 59 diputados de un total de 151, constituyendo la primera fuerza del Parlamento. Sin embargo, debe unir fuerzas con el Puente de listas independientes (Most) para obtener el gobierno y apoyar la nominación del primer ministro independiente Tihomir Orešković. Tomislav Karamarko es nombrado primer vice primer ministro el 22 de enero de 2016.
Después de cinco meses empezó el desacuerdo dentro de la coalición de gobierno, el HDZ anuncia el 10 de junio que tiene la intención de presentar una moción de censura contra Orešković y propone al ministro de Finanzas, Zdravko Maric para sucederlo. Karamarko dimite el 15 de junio, luego de ser declarado culpable de un conflicto de intereses en un caso relacionado con su esposa y la empresa energética húngara MOL. La moción fue aprobada al día siguiente por una gran mayoría, dejando el poder, pero el HDZ no puede reunir la mayoría en apoyo de Marić.
Los miembros finalmente adoptaron una moción para disolver el parlamento el 20 de junio y el presidente del partido anunció que estaba abandonando esta responsabilidad al día siguiente. El eurodiputado Andrej Plenković, el único candidato para su sucesión, es elegido para el liderazgo del HDZ el 17 de julio y decide que su partido no formará una coalición política a nivel nacional para las próximas elecciones parlamentarias.
En el poder, el HDZ ejerce presión contra el Derecho al aborto.

## Resultados

### Elecciones parlamentarias
|  | 41.90 % |

|  | 44.68 % |

|  | 45.23 % |

|  | 26.88 % |

|  | 33.90 % |

|  | 36.60 % |

|  | 23.50 % |

|  | 33.46 % |

|  | 36.27 % |

|  | 37.26 % |

|  | 34.44 % |